# Biziat
Biziat est une commune française, située dans le département de l'Ain en région Auvergne-Rhône-Alpes.
Les habitants sont les Biziatis et les Biziaties.

## Géographie

Carte du territoire.

### Localisation

Biziat dans l'Ain et le canton de Vonnas.

Biziat est localisée entre la plaine de la Dombes et le bocage bressan. La commune du centre-est du canton de Vonnas se situe à 17 km à au sud-est de Mâcon, à 26 km à l'ouest de Bourg-en-Bresse, à 64 km au nord de Lyon et à 413 km au sud de Paris.
La population est principalement concentrée dans deux lieux. Le premier est le bourg qui est entouré de hameaux tels que Petit Chanal, Dégletagnes, les Murs et les Favres. Le second lieu est le hameau de Rétissinge localisé au nord-ouest de Biziat. On trouve aussi d'autres habitations le long des routes départementales D 2 et D 96.

### Communes limitrophes
| Laiz                  | Saint-Jean-sur-Veyle | Perrex                 |
|                       | Biziat               | Vonnas                 |
| Saint-André-d'Huiriat |                      | Saint-Julien-sur-Veyle |

### Points extrêmes
- Nord : Bief des Gondées, 46° 14′ 59″ N, 4° 56′ 11″ E
- Est : Les Prés, 46° 13′ 06″ N, 4° 58′ 06″ E
- Sud : La Branche, 46° 11′ 54″ N, 4° 56′ 21″ E
- Ouest : Mahollières, 46° 14′ 05″ N, 4° 54′ 37″ E

### Hydrographie

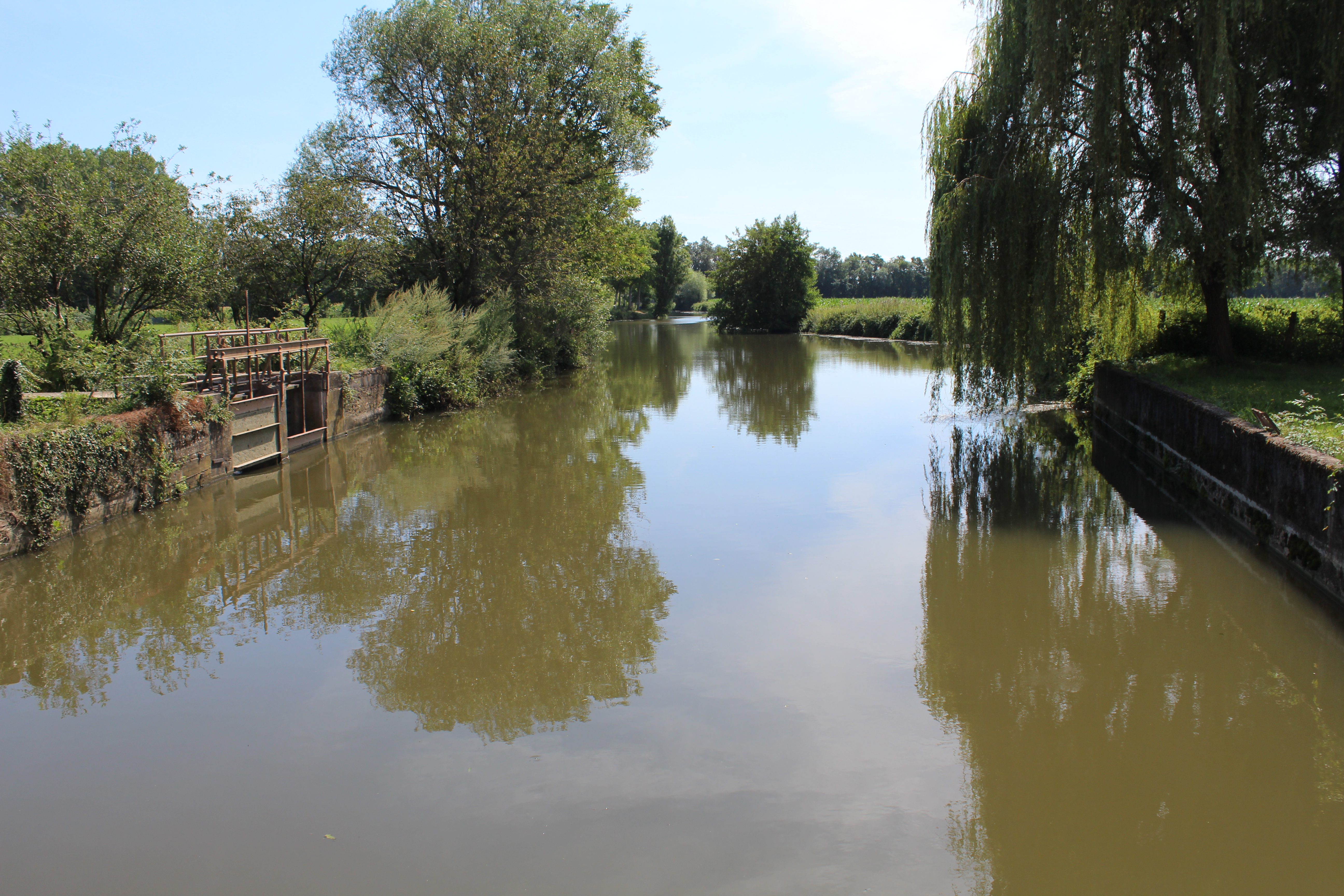
La Veyle au Moulin du Péroux.

- La Veyle traverse le nord-est vers le Moulin du Péroux et forme une frontière avec Perrex et Vonnas.
- Entre les deux moulins du village, la Petite Veyle se sépare de la Veyle et traverse aussi le nord-est. Elle forme une partie de la frontière entre la commune et Laiz.
- Le Bief Bourbon rentre dans Biziat au sud-est à la frontière avec Saint-Julien-sur-Veyle avant de se jeter dans le nord de la commune dans la Petite Veyle.
- Le Bief de Mézérine prend sa source au sud-ouest du bourg puis se dirige vers le nord, il se jette dans le Bief Bourbon.
- Le Bief de Vieudon passe dans l'ouest de Biziat, près de Pain Bénit.
- Le Bief des Gondées est un petit ruisseau naissant au nord du village avant de se jeter dans la Veyle.

### Climat
Pour des articles plus généraux, voir Climat d'Auvergne-Rhône-Alpes et Climat de l'Ain.
En 2010, le climat de la commune est de type climat océanique dégradé des plaines du Centre et du Nord, selon une étude du CNRS s'appuyant sur une série de données couvrant la période 1971-2000. En 2020, Météo-France publie une typologie des climats de la France métropolitaine dans laquelle la commune est dans une zone de transition entre le climat semi-continental et le climat de montagne et est dans la région climatique Bourgogne, vallée de la Saône, caractérisée par un bon ensoleillement (1 900 h/an), un été chaud (18,5 °C), un air sec au printemps et en été et des vents faibles.
Pour la période 1971-2000, la température annuelle moyenne est de 12 °C, avec une amplitude thermique annuelle de 18,2 °C. Le cumul annuel moyen de précipitations est de 922 mm, avec 10,3 jours de précipitations en janvier et 7,5 jours en juillet. Pour la période 1991-2020, la température moyenne annuelle observée sur la station météorologique de Météo-France la plus proche, sur la commune de Baneins à 12 km à vol d'oiseau, est de 12,7 °C et le cumul annuel moyen de précipitations est de 880,2 mm,. Pour l'avenir, les paramètres climatiques de la commune estimés pour 2050 selon différents scénarios d'émission de gaz à effet de serre sont consultables sur un site dédié publié par Météo-France en novembre 2022.

### Voies de communication et transports

Axes de communication.

#### Réseau routier

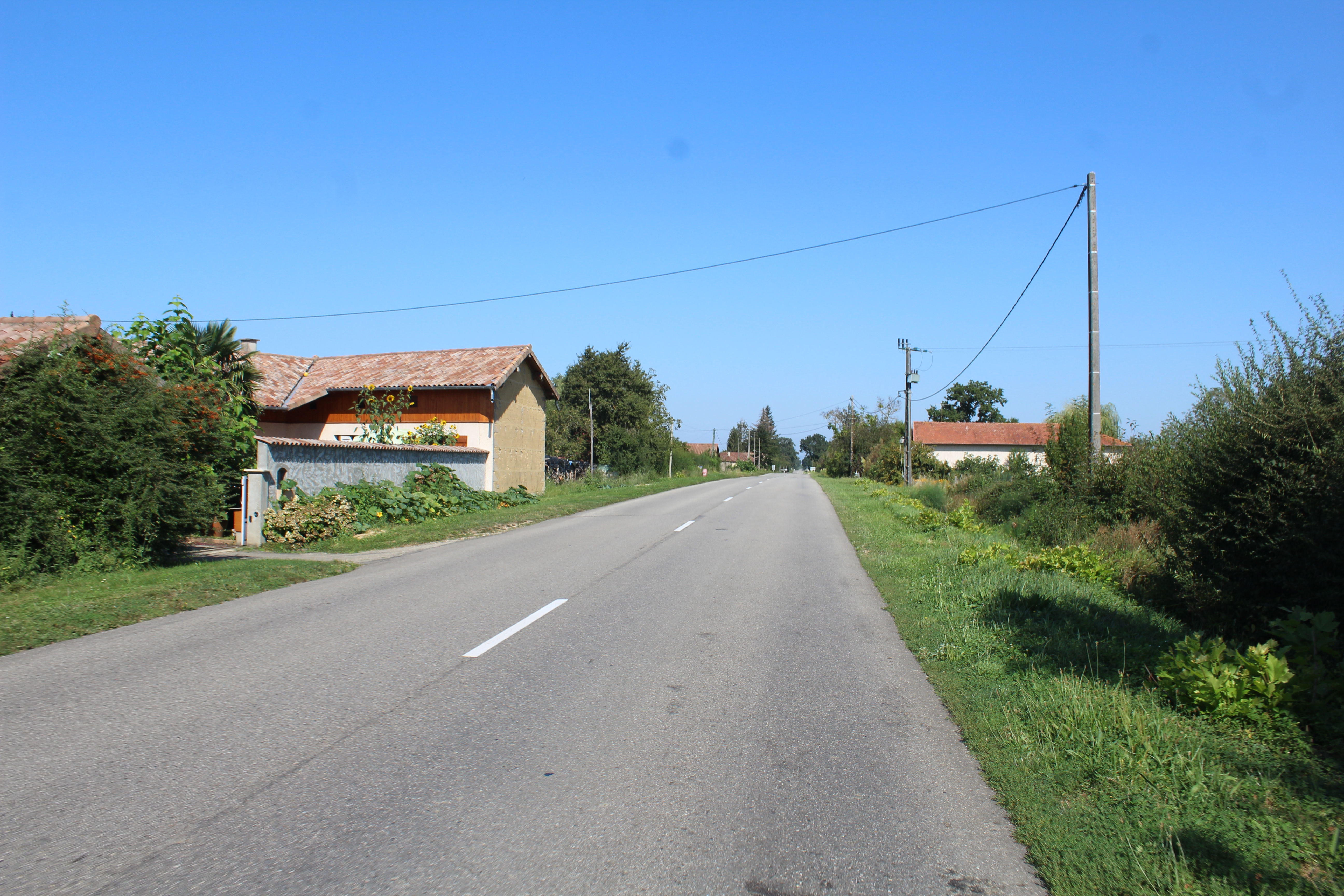
Route départementale 2.

- La route départementale D 2 fait la frontière entre la commune et Saint-André-d'Huiriat sauf à l'extrême sud-ouest, elle relie Pont-de-Veyle à Châtillon-sur-Chalaronne.
- La route départementale D 96 traverse la commune d'est en ouest. En prenant la voie par l'est, les automobilistes rejoignent Saint-André-d'Huiriat tandis que par l'ouest, ils rejoignent Vonnas.

#### Voies ferroviaires
Aucune voie ne traverse la commune mais la ligne de Mâcon à Ambérieu, desservie par les TER de la région Rhône-Alpes, passe à proximité. Les trains TER de la ligne s'arrêtent à la gare de Vonnas.

#### Transport aérien
- La chambre de commerce et d'industrie de Saône-et-Loire gère un petit aéroport à Charnay, au sud-ouest de Mâcon.
- Les habitants de la commune doivent se rendre à l'aéroport de Lyon-Saint-Exupéry distant de 72 kilomètres ou bien à l'aéroport de Genève distant de 150 kilomètres pour effectuer des vols vers l'international.

## Urbanisme

### Typologie
Au 1er janvier 2024, Biziat est catégorisée commune rurale à habitat dispersé, selon la nouvelle grille communale de densité à 7 niveaux définie par l'Insee en 2022.
Elle est située hors unité urbaine et hors attraction des villes,.

### Occupation des sols
L'occupation des sols de la commune, telle qu'elle ressort de la base de données européenne d’occupation biophysique des sols Corine Land Cover (CLC), est marquée par l'importance des territoires agricoles (93,6 % en 2018), une proportion sensiblement équivalente à celle de 1990 (94 %). La répartition détaillée en 2018 est la suivante : 
prairies (46,5 %), terres arables (38,4 %), zones agricoles hétérogènes (8,6 %), zones urbanisées (6,4 %).
L'évolution de l’occupation des sols de la commune et de ses infrastructures peut être observée sur les différentes représentations cartographiques du territoire : la carte de Cassini (XVIIIe siècle), la carte d'état-major (1820-1866) et les cartes ou photos aériennes de l'IGN pour la période actuelle (1950 à aujourd'hui).

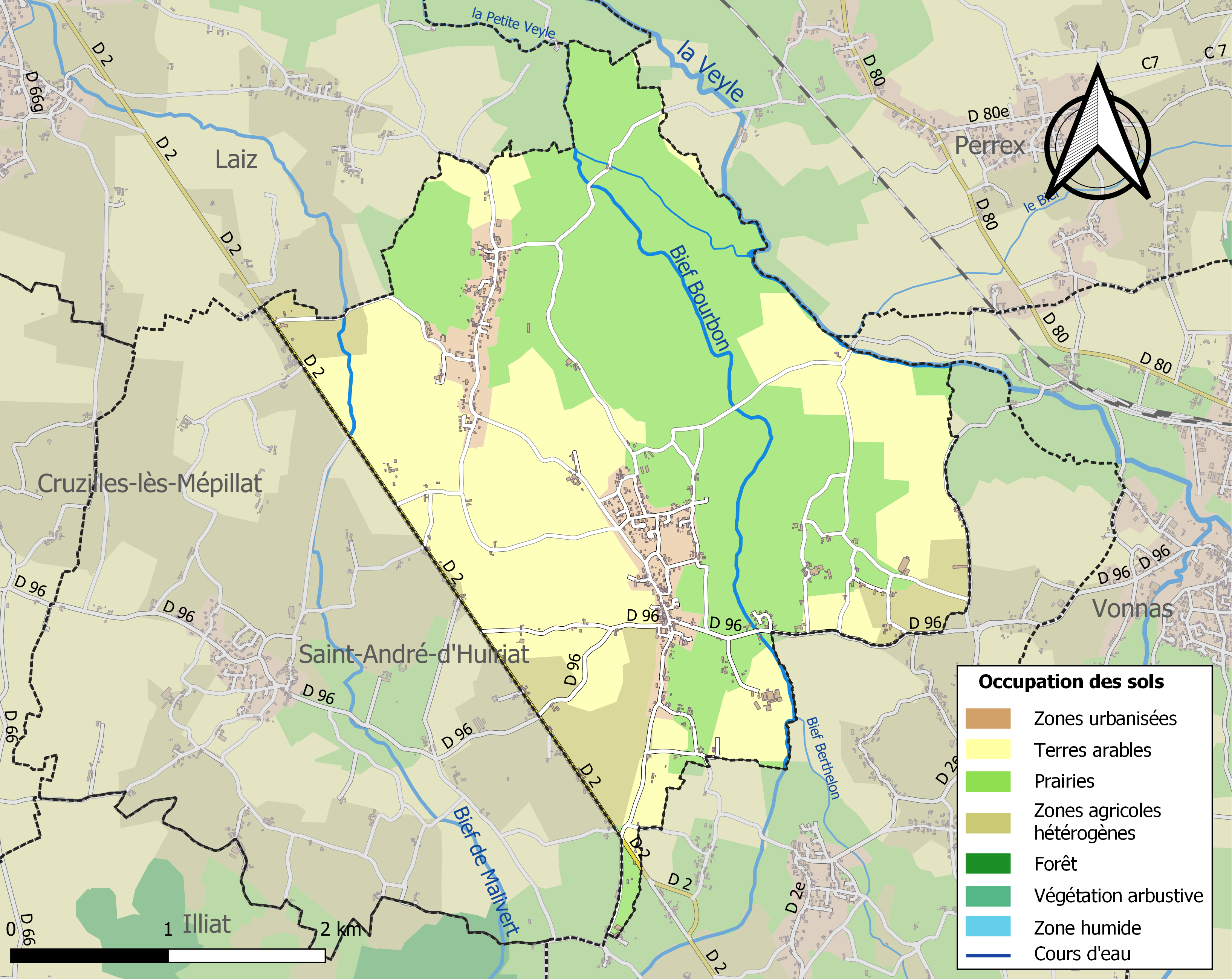
Carte des infrastructures et de l'occupation des sols de la commune en 2018 (CLC).

## Toponymie

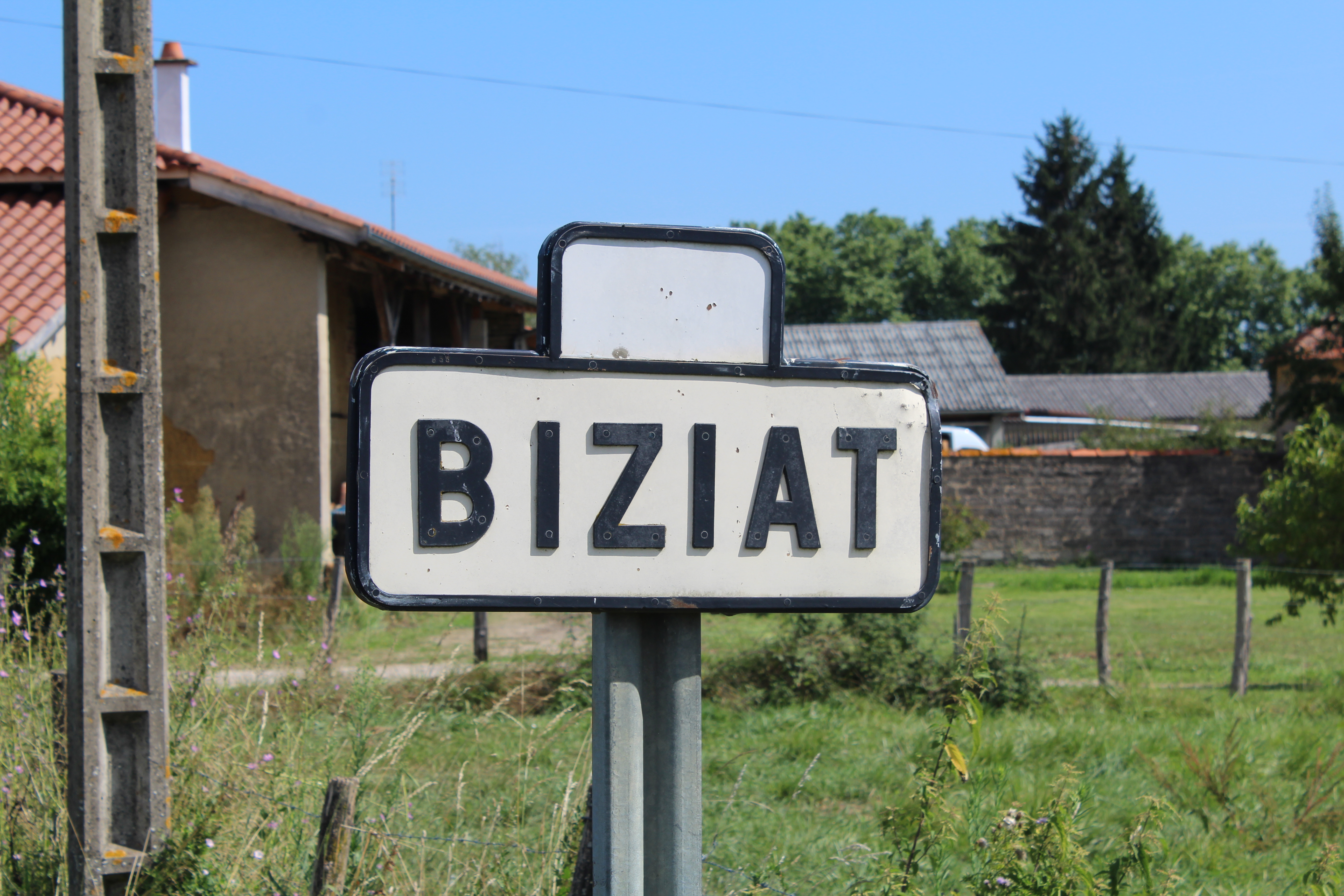
Panneau d'entrée du village.

### Attestations anciennes
La première mention du village date de 675 sous le nom de Bisiacum. Quelques siècles plus tard, vers 1250, on trouve le nom de Bisiei, dans le pouillé du diocèse de Lyon. En 1285, Bysia est attesté dans le polyptyque de Saint-Paul de Lyon. Vers 1325, le pouillé du diocèse de Lyon mentionne Biziacus.
À la fin du XVe siècle, on retrouve dans la pancarte des droits de cire le nom de Bisies. D'après l'enquête Bouchu, Bizia est le nom pour se référer au village vers 1670. La description de gogne cite Bisiat en 1743, celle de Bourgogne cite le nom actuel de Biziat en 1790.

### Origine du nom
Le village attesté sous la forme Bisiacum en 675. Le nom se compose des éléments celtiques Bisius (anthroponyme gaulois dérivé de bissu-, doigt. Cf. breton biz « doigt », bizou, « anneau du doigt », d'où français "bijou") et le suffixe bien connu -acum,.

## Histoire
Le site est occupé dès l'époque gauloise et le village est attesté en 675. Cité en 842 dans un acte de donation de l'empereur Lothaire, Biziat est le village de Bresse le plus anciennement titré. Ce titre est dû à l'abbaye de Tournus qui y établit un prieuré bénédictin en 875, les moines y exerceront leur influence durant cinq siècles.
Paroisse (In villa Buciaco, confirmamus.... Bisiacum, prioratus Bisyaci, Bizias, Bisia, Biziac, Bisiat) sous le vocable de saint Clair. L'abbé de Tournus nommait à la cure.
En 842, l'empereur Lothaire, à la prière du comte Matfred, donna à Immon, son vassal, sept mas et une chapelle, situés dans le village de Biziat. Cet Immon céda sans doute ses droits à l'abbaye de Tournus, qui obtint, le 19 mars 875, de Charles II le Chauve, une donation de tout le village que tenait alors Ingelgaire.
Biziat fut confirmé à Tournus, en 916 par Charles-le-Simple, en 924 par Raoul de Bourgogne, en 944 par Louis-d'Outremer, en 1059 par Henri Ier, en 1106 par le pape Pascal II, en 1119 par le pape Calixte, etc.
Les religieux de Tournus possédaient à Biziat un prieuré, réduit dans la suite en simple doyenné dépendant de la manse abbatiale et placé sous la sauvegarde des comtes, puis ducs de Savoie, auxquels ils payaient une redevance annuelle de 25 meytiers gros d'avoine, en valant 50 mesures de Pont-de-Veyle, 62 florins 6 gros, valant 25 livres parisis, 44 meytiers de seigle et 88 poules.
Les droits de justice dépendant du prieuré firent le sujet d'un accord, en 1232, entre l'abbé de Tournus et Renaud de Bâgé, sire de Bâgé.
L'église du prieuré était distincte de la paroissiale. Quelques statues mutilées en provenant, furent conservées dans le jardin de Mme Cahuchet.
Le revenu de la cure consistait dans la sixième partie de la dîme des gros fruits et dans le produit d'une vigne.
En 1601, après la fin de la guerre franco-savoyarde qui se termine par le Traité de Lyon, Biziat intègre la France avec l'acquisition de celle-ci de la Bresse, du Bugey, du Valromey et du pays de Gex. Elle est par la suite intégrée à la province bourguignonne.
Entre 1790 et 1795, elle devient une municipalité du canton de Châtillon-les-Dombes, et dépendait du district de Châtillon-les-Dombes.

## Politique et administration

### Découpage territorial
La commune de Biziat est membre de la communauté de communes de la Veyle, un établissement public de coopération intercommunale (EPCI) à fiscalité propre créé le 1er janvier 2017 dont le siège est à Pont-de-Veyle. Ce dernier est par ailleurs membre d'autres groupements intercommunaux.
Sur le plan administratif, elle est rattachée à l'arrondissement de Bourg-en-Bresse, au département de l'Ain et à la région Auvergne-Rhône-Alpes. Sur le plan électoral, elle dépend du  canton de Vonnas pour l'élection des conseillers départementaux, depuis le redécoupage cantonal de 2014 entré en vigueur en 2015, et de la quatrième circonscription de l'Ain  pour les élections législatives, depuis le dernier découpage électoral de 2010.

### Administration municipale

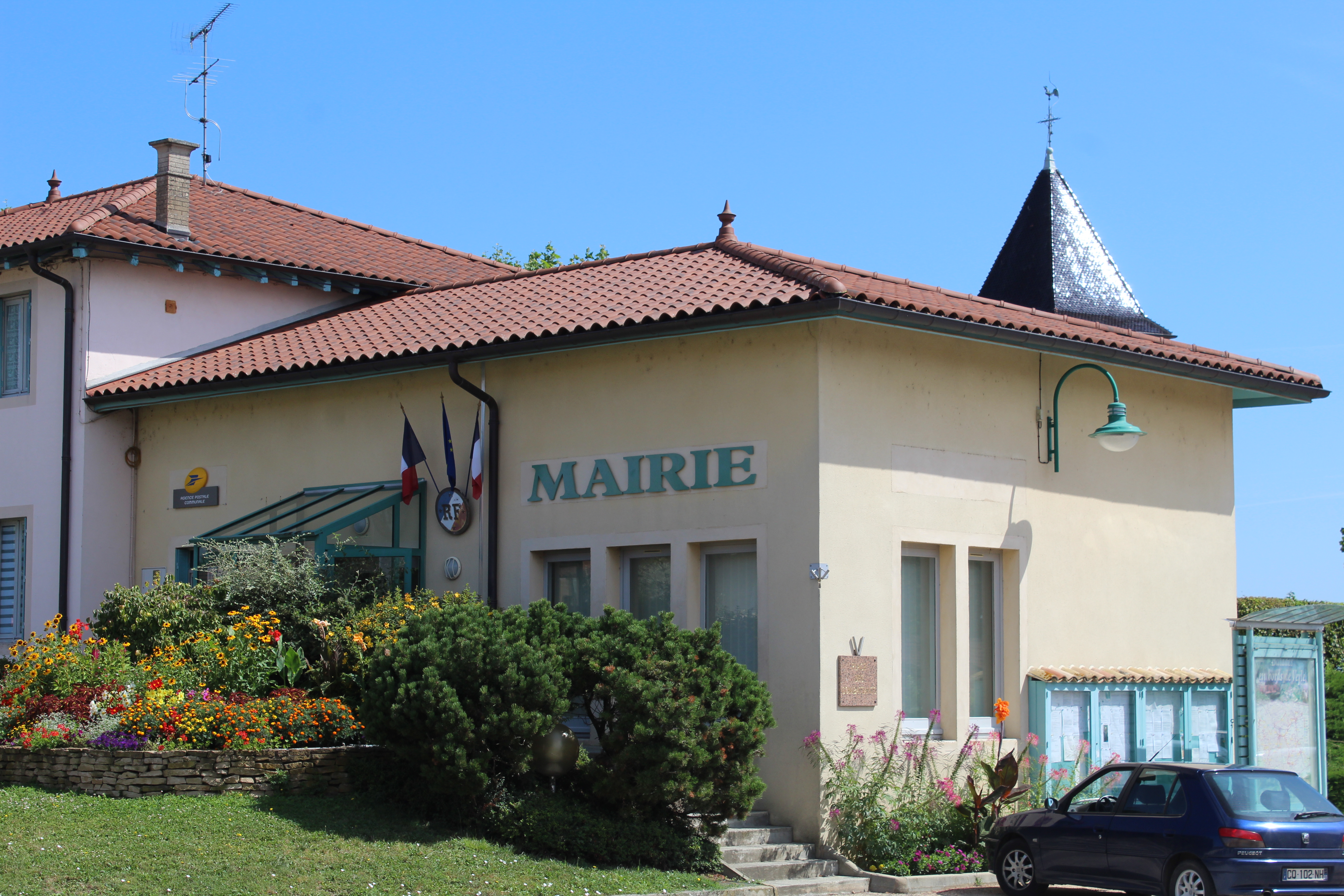
Mairie.

Le conseil municipal réunit le maire et ses treize conseillers municipaux dont trois adjoints. Ces conseillers sont répartis dans huit commissions communales : voirie - assainissement, urbanisme, bâtiments - sécurité, affaires scolaires, sport - animation - associations - communication, finances, appels d'offres, comité consultatif des affaires sociales, PLU.

### Maires successifs
| Période | Période  | Identité                    | Étiquette | Qualité           |
| ------- | -------- | --------------------------- | --------- | ----------------- |
| 1790    | 1791     | Claude Sallet               |           |                   |
| 1791    | 1800     | François Mouroux            |           |                   |
| 1800    | 1815     | Benoît Mouroux              |           |                   |
| 1815    | 1826     | Joseph Sallet               |           |                   |
| 1826    | 1830     | François Bourguignon        |           |                   |
| 1830    | 1831     | Joseph Sallet               |           |                   |
| 1831    | 1835     | François Borgat             |           |                   |
| 1835    | 1836     | François Gauthier           |           |                   |
| 1836    | 1841     | Jacques Degletagne          |           |                   |
| 1841    | 1855     | Jean Pognand                |           |                   |
| 1855    | 1864     | Michel-François Bourguignon |           |                   |
| 1864    | 1876     | Jacques Degletagne          |           |                   |
| 1876    | 1879     | Paul Dray                   |           |                   |
| 1879    | 1884     | Michel Greffet              |           |                   |
| 1884    | 1894     | Jean Borgat                 |           |                   |
| 1894    | 1919     | Benjamin Degletagne         |           |                   |
| 1919    | 1925     | Michel Dray                 |           |                   |
| 1925    | 1934     | Tony Degletagne             |           |                   |
| 1934    | 1945     | François Grézaud            |           |                   |
| 1945    | 1959     | Alfred Monnier              |           |                   |
| 1959    | 1971     | Marius Bagne                |           |                   |
| 1971    | 1983     | Raymond Monnier             | DVG       | Agriculteur       |
| 1983    | 2001     | Jean Musy                   | DVD       | Chef d'entreprise |
| 2001    | 2008     | Max Bagne                   | DVG       | Agriculteur       |
| 2008    | 2020     | Christian Giraud            | DVD       | Artisan-taxi      |
| 2020    | En cours | Guillaume Agaty             |           |                   |

## Population et société

### Démographie
L'évolution du nombre d'habitants est connue à travers les recensements de la population effectués dans la commune depuis 1793. Pour les communes de moins de 10 000 habitants, une enquête de recensement portant sur toute la population est réalisée tous les cinq ans, les populations de référence des années intermédiaires étant quant à elles estimées par interpolation ou extrapolation. Pour la commune, le premier recensement exhaustif entrant dans le cadre du nouveau dispositif a été réalisé en 2007.

En 2022, la commune comptait 897 habitants, en évolution de +4,67 % par rapport à 2016 (Ain : +5,15 %, France hors Mayotte : +2,11 %).
| 1793 | 1800 | 1806 | 1821  | 1831  | 1836  | 1841  | 1846  | 1851  |
| ---- | ---- | ---- | ----- | ----- | ----- | ----- | ----- | ----- |
| 888  | 928  | 993  | 1 029 | 1 101 | 1 034 | 1 032 | 1 085 | 1 141 |

| 1856  | 1861  | 1866 | 1872 | 1876 | 1881 | 1886 | 1891 | 1896 |
| ----- | ----- | ---- | ---- | ---- | ---- | ---- | ---- | ---- |
| 1 060 | 1 019 | 958  | 877  | 902  | 867  | 832  | 803  | 767  |

| 1901 | 1906 | 1911 | 1921 | 1926 | 1931 | 1936 | 1946 | 1954 |
| ---- | ---- | ---- | ---- | ---- | ---- | ---- | ---- | ---- |
| 756  | 704  | 682  | 649  | 636  | 628  | 610  | 604  | 557  |

| 1962 | 1968 | 1975 | 1982 | 1990 | 1999 | 2006 | 2007 | 2012 |
| ---- | ---- | ---- | ---- | ---- | ---- | ---- | ---- | ---- |
| 502  | 518  | 533  | 561  | 574  | 641  | 749  | 765  | 817  |

| 2017 | 2022 | - | - | - | - | - | - | - |
| ---- | ---- | - | - | - | - | - | - | - |
| 876  | 897  | - | - | - | - | - | - | - |

### Enseignement
L'école de la commune forme avec celles de Saint-Julien-sur-Veyle et de Sulignat un RPI depuis le 24 juin 1987. On y trouve trois classes allant du CE2 au CM2.
Les élèves de cette école passant en 6e sont dirigés au collège du Renon de Vonnas. Enfin, le lycée de secteur de la commune est le lycée Lalande, situé à Bourg-en-Bresse.

### Sports
- L'Avenir de Biziat comporte deux sections dont une est la section cyclo.
- Formibad' est le club de badminton de la commune.
- Biziat Endurance propose la pratique de la course à pied.
- Au lieu-dit le Villier, on trouve le centre équestre Pony' Veyle.

### Médias
- Le journal Le Progrès propose une édition locale aux communes de l'Ain. Il paraît du lundi au dimanche et traite des faits divers, des évènements sportifs et culturels au niveau local, national, et international.
- Le journal Voix de l'Ain est un hebdomadaire publié les vendredis qui propose des informations locales pour les différentes régions du département de l'Ain.
- La chaîne France 3 Rhône Alpes Auvergne est disponible dans la région.

### Numérique
La commune dispose du très haut débit avec la fibre optique grâce au réseau publice de fibre optique LIAin régi par le syndicat intercommunal d'énergie et de e-communication de l'Ain.

### Sécurité
La commune participe au dispositif Participation citoyenne afin de lutter contre les cambriolages. Il permet aussi de sensibiliser les habitants en les associant à la protection de leur environnement.

## Culture et patrimoine

### Lieux et monuments
- L'église Saint-Clair et la grille d'entrée du château de la Moussière sont inscrites au registre des monuments historiques[29].
- La grille d'entrée de l'ancien château de la Moussière est inscrite au titre immeuble. Elle est à présent installée dans le Parc de la Visitation à Bourg-en-Bresse.
- Au bord de la Veyle, on trouve à la frontière avec Vonnas le moulin du Péroux.
- Au nord de la commune, le moulin du Geai enjambe la Petite Veyle.
- Derrière la mairie, on trouve le monument érigé en l'honneur des enfants de Biziat tombés au combat.
- Quelques croix de chemins se trouvent dans le village.

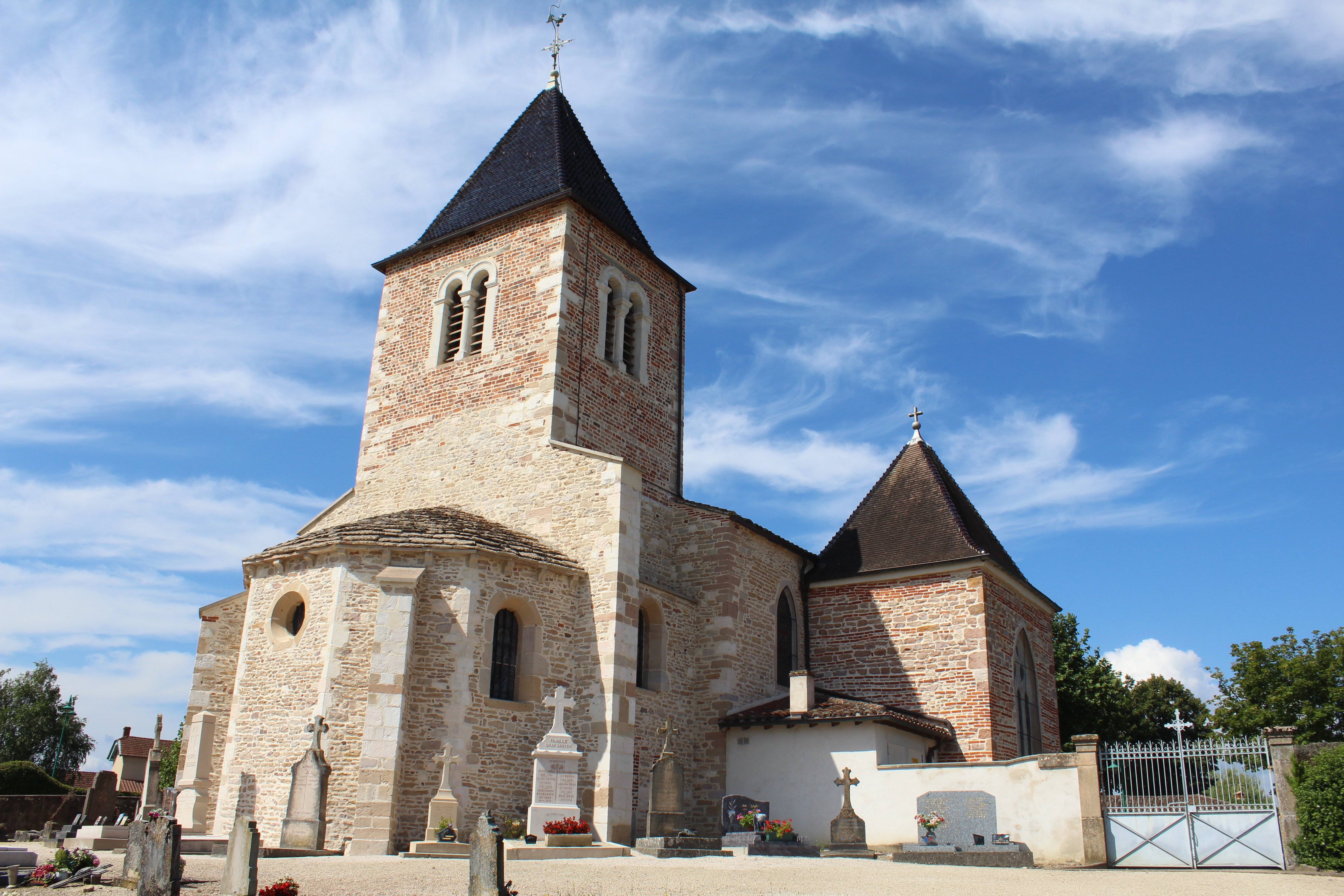
Église Saint-Clair.
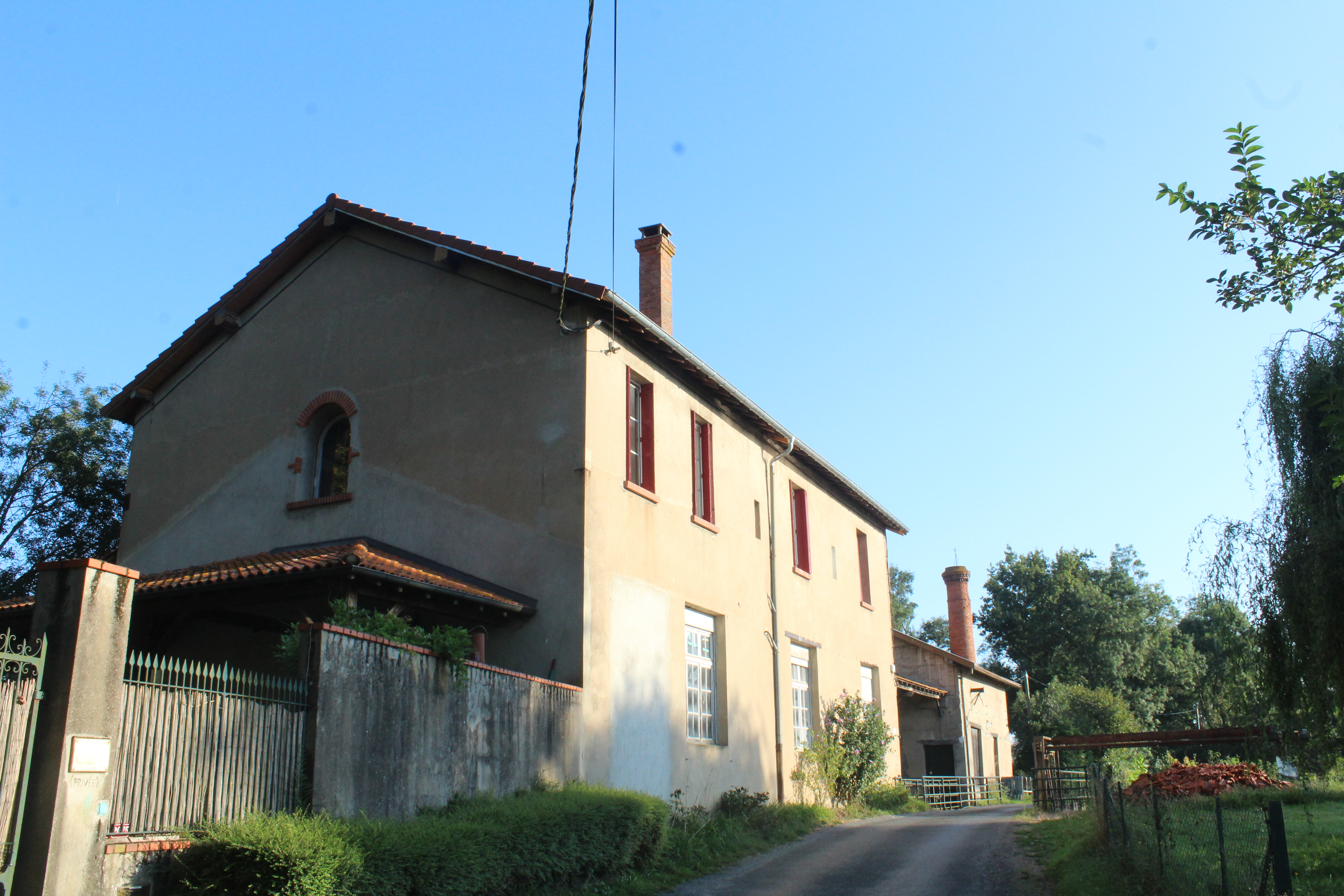
Moulin du Péroux.
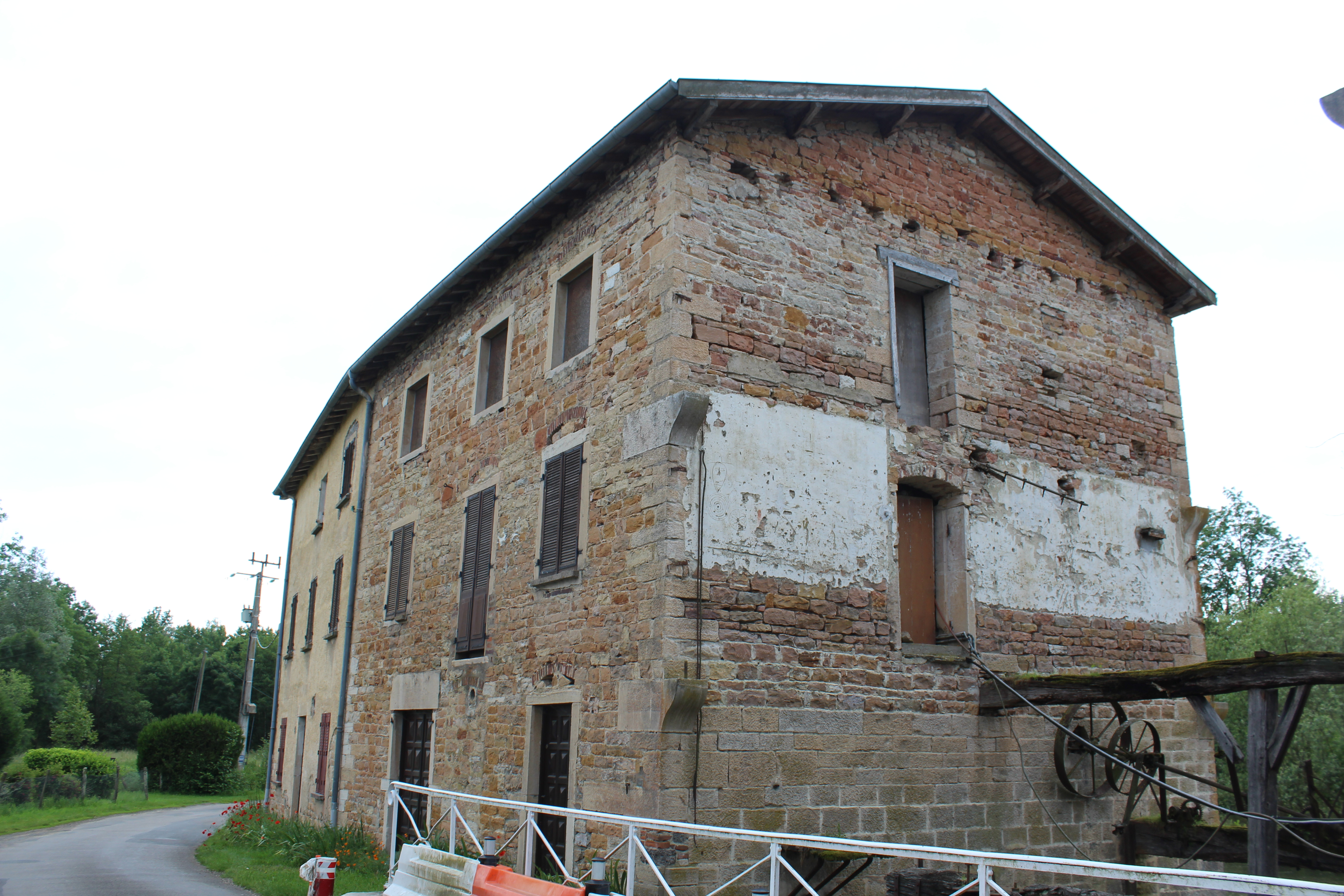
Moulin du Geai.
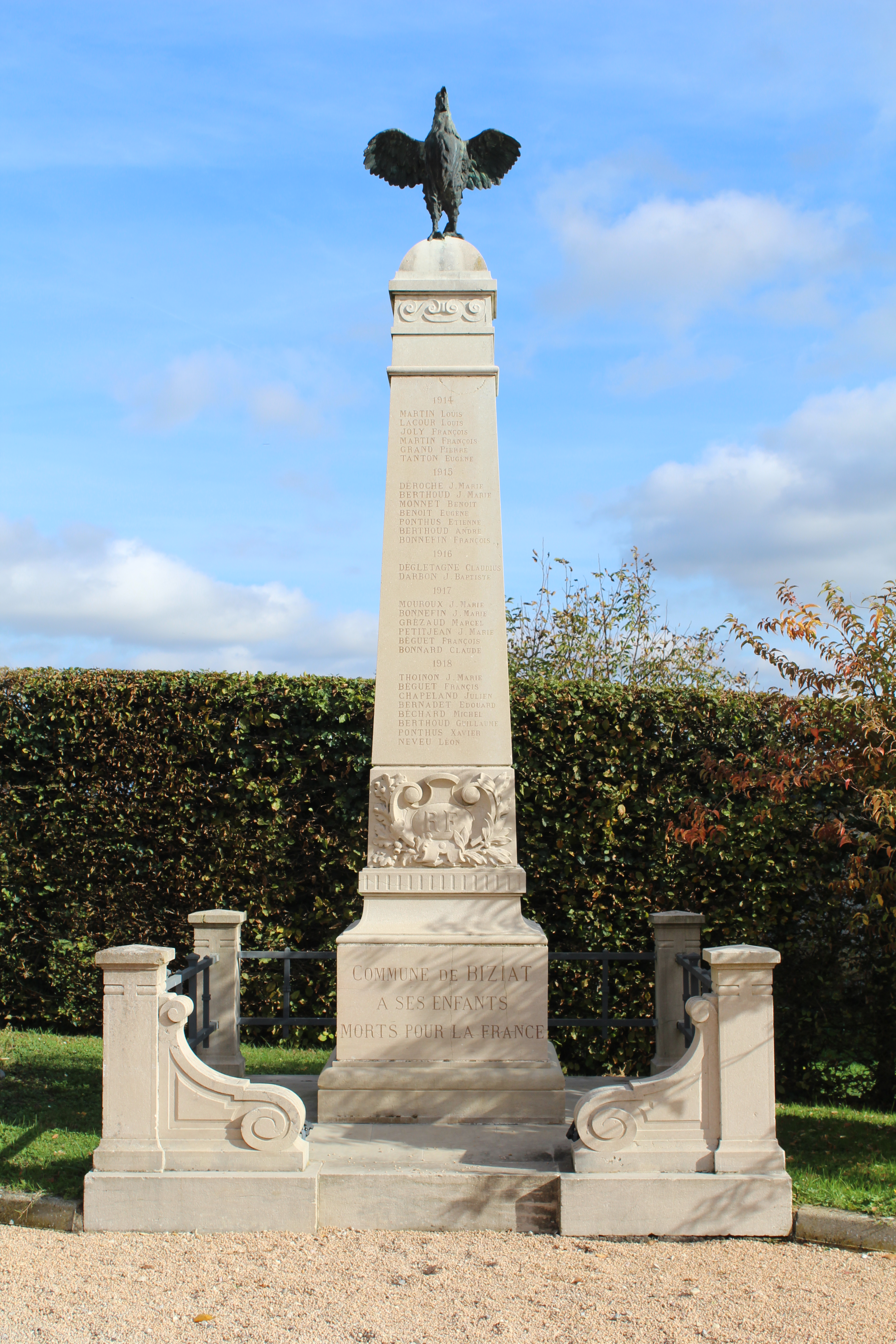
Monument aux morts.
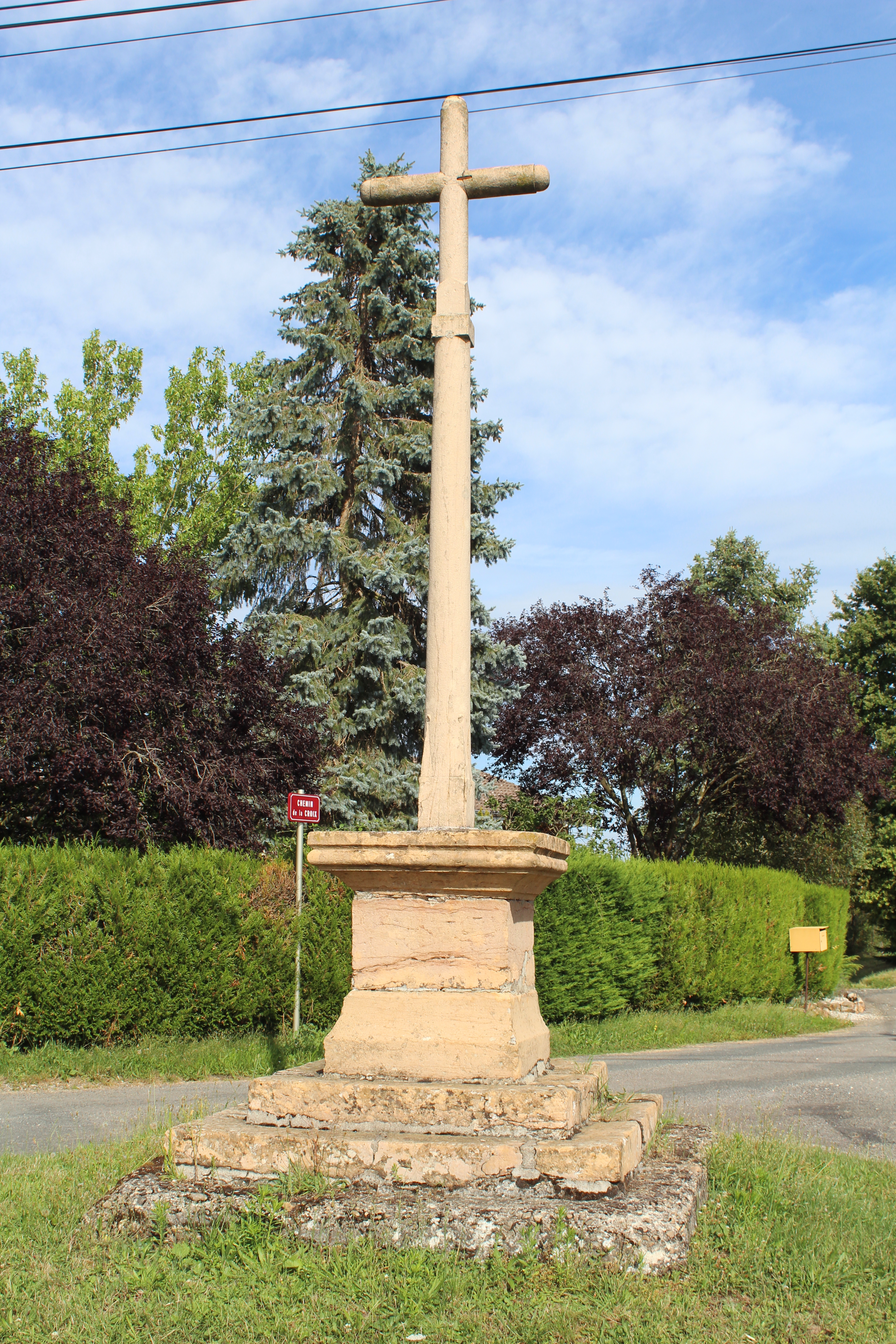
Croix de Rétissinge.
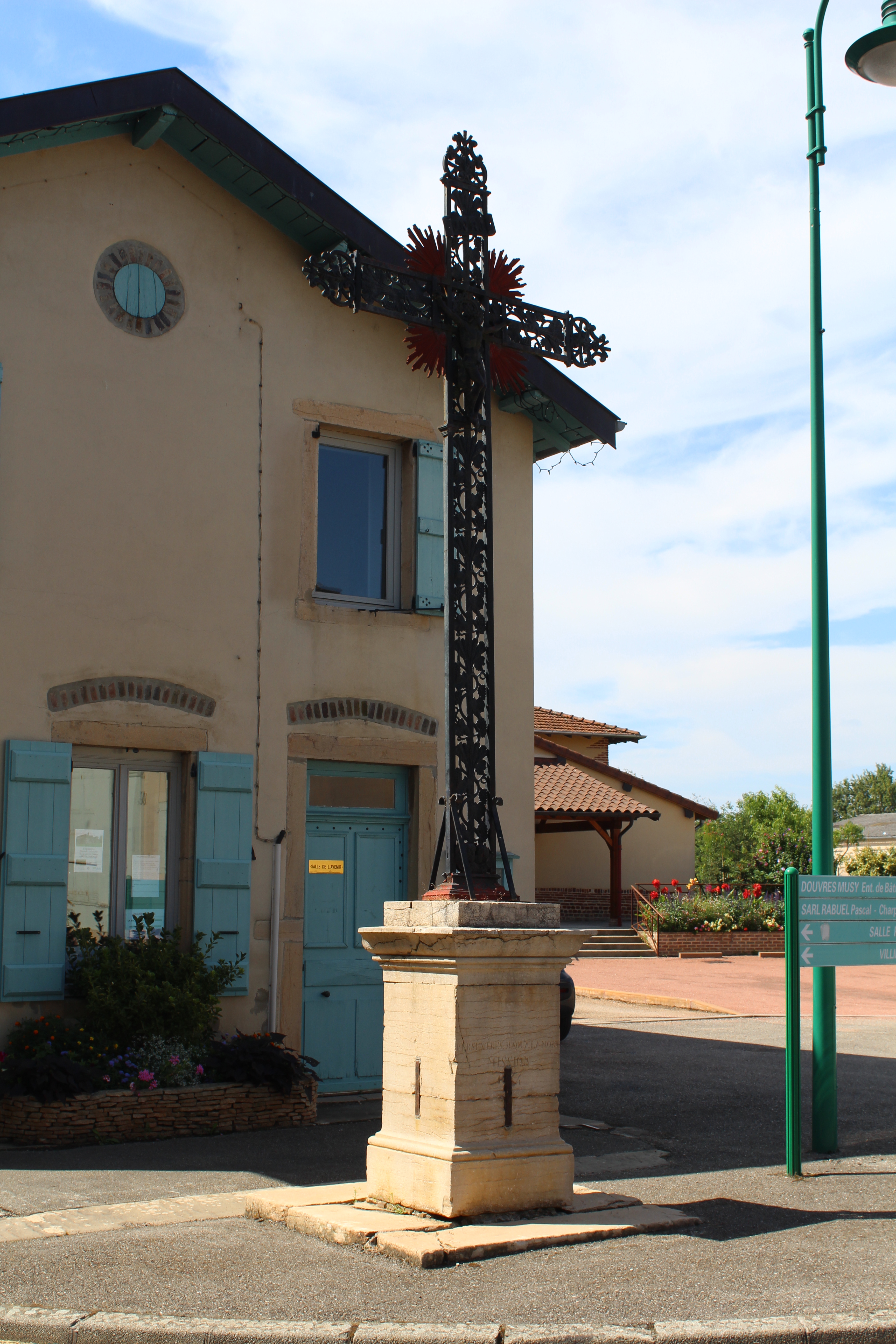
Croix de la bibliothèque.

### Espaces verts et fleurissement

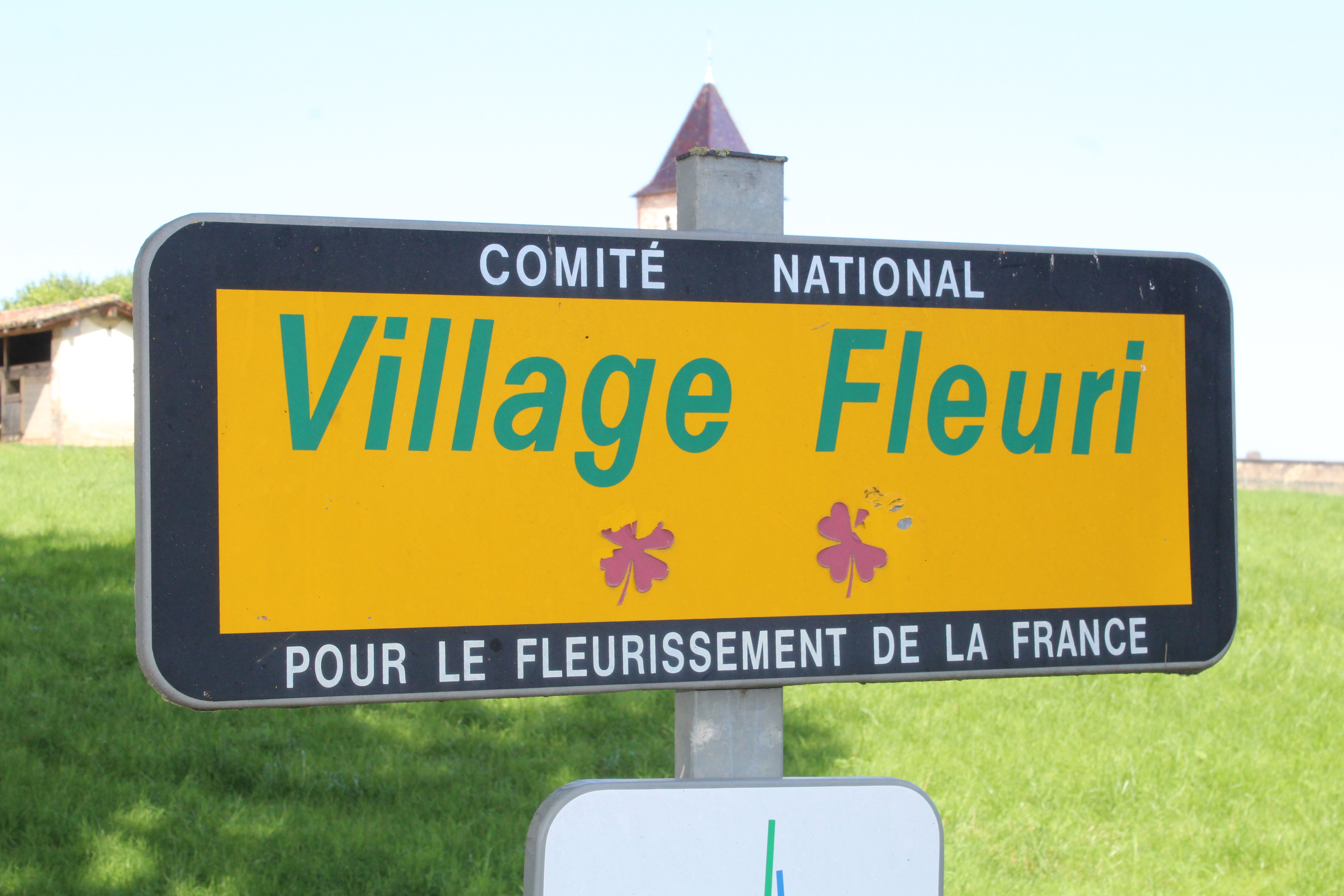
Panneau avec les deux fleurs.

En 2014, la commune obtient le niveau « deux fleurs » au concours des villes et villages fleuris.

### Gastronomie
Les spécialités culinaires sont celles de la région bressane, c'est-à-dire la volaille de Bresse, les gaudes, la galette bressane, les gaufres bressanes, la fondue bressane.
La commune se situe dans l'aire géographique de l'AOC Crème et beurre de Bresse et de l'AOC Volailles de Bresse.
Elle a aussi l'autorisation de produire le vin IGP Coteaux de l'Ain (sous les trois couleurs, rouge, blanc et rosé).